# Andrena merriami
Andrena merriami är en biart som beskrevs av Cockerell 1901. Andrena merriami ingår i släktet sandbin, och familjen grävbin. Inga underarter finns listade i Catalogue of Life.

## Bildgalleri

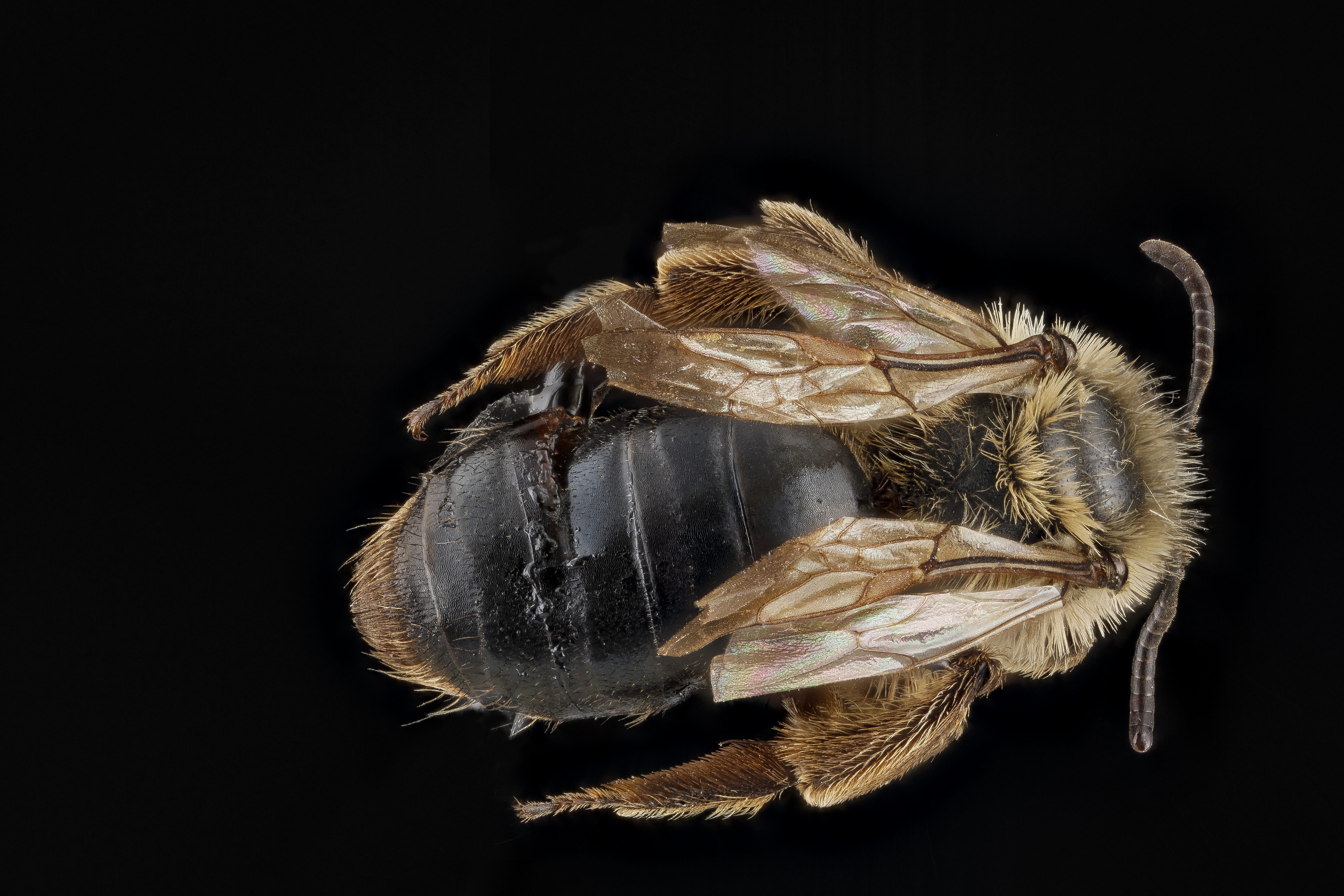
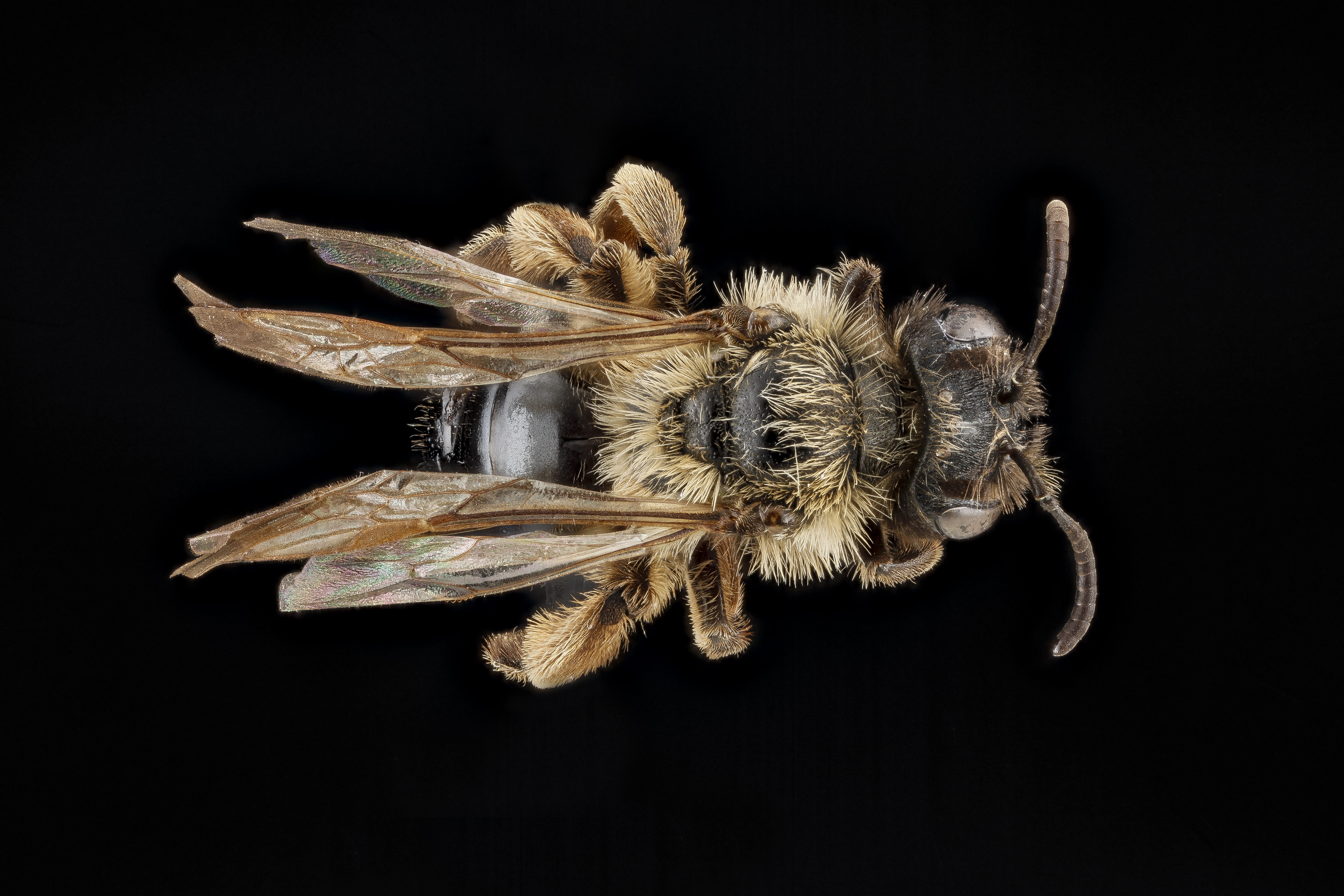
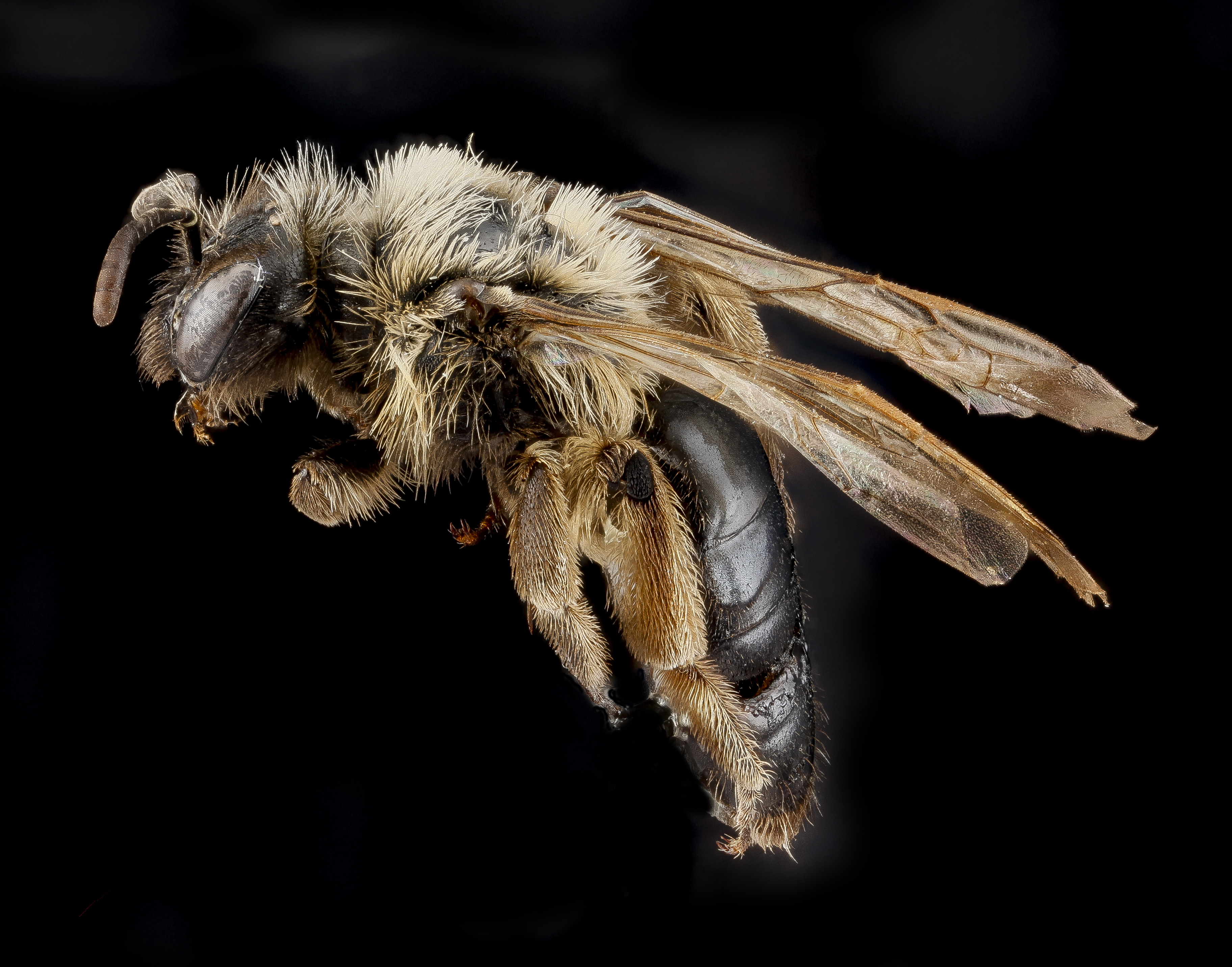